# Autoroute A 507
Die Autoroute A 507, auch als 2ème rocade de Marseille bezeichnet, ist eine französische Autobahn, die in Marseille von der Autobahn A 50 ausgehend den Osten der Stadt mit dem Nordosten an der Straße D4 verbindet.
Der erste Abschnitt zwischen Frais Vallon und der Autobahn A 50 wurde am 29. November 2016 eröffnet, der zweite und finale Abschnitt im Oktober 2018, der zuvor als Route nationale 1547 beschildert war.